# (4247) Grahamsmith
(4247) Grahamsmith ist ein Hauptgürtelasteroid, der am 28. November 1983 von Edward L. G. Bowell vom Lowell-Observatorium aus entdeckt wurde.
Der Asteroid wurde nach dem britischen Astronomen Sir Francis Graham-Smith (1923–2025) benannt.